# Fabiana Tambosi
Fabiana Tambosi (* 1. Januar 1980 in São Borja, Rio Grande do Sul) ist ein brasilianisches Model.
Sie erschien auf den Titelseiten der britischen und italienischen Ausgaben des Cosmopolitan Magazins. In ihrem Heimatland Brasilien war sie Covergirl für ELLE, Vogue und Nova Beleza Magazine.
Tambosi lebt zurzeit in New York mit ihren brasilianischen Modelkolleginnen Aline Nakashima und Michelle Alves.